# Benedikt Taschen
Benedikt Taschen (Colonia, 10 de febrero de 1961) es un editor alemán, fundador de la editorial Taschen en 1980, una de las editoriales internacionales más exitosas, con publicaciones ilustradas sobre una variedad de temas que incluyen arte, arquitectura, diseño, cine, fotografía, cultura pop y estilo de vida.

## Vida y trayectoria profesional
Es el menor de cinco hermanos. Sus padres son médicos. A la temprana edad de doce años ya coleccionaba y vendía cómics usados y antiguos provenientes de Estados Unidos. En febrero de 1980, un día antes de cumplir 19 años, abrió una tienda de cómics de 23 metros cuadrados pintada de rosa, llamada TASCHEN COMICS, en su ciudad natal de Colonia, Alemania, en la que puso su extensa colección de cómics a la venta. Pronto comenzó a publicar cómics. En 1984, su incursión en el negocio de los libros de arte comenzó con un golpe de Estado: con dinero prestado de una tía, compró 40,000 copias restantes de un libro sobre Magritte en inglés, monografía de un dólar cada unidad en una feria comercial en los Estados Unidos. En dos meses, había revendido todos los libros a un precio de venta asequible de 9.95 marcos alemanes cada unidad. Para Taschen, esto significó un espacio en el mercado de libros de arte, hasta entonces dominado por ediciones costosas, y dejó en claro que existía una demanda de libros de arte ilustrados multilingües, bien diseñados y de bajo coste. Envalentonado por este éxito, hizo su primera incursión editorial en libros de arte con una monografía sobre la fotógrafa Annie Leibovitz. A finales de la década de 1980, los títulos de TASCHEN estaban disponibles en más de una docena de idiomas a precios que hacían que los libros de arte fueran asequibles tanto para los estudiantes como para los coleccionistas.
En 1985 publicó un libro sobre la obra de Pablo Picasso con la particularidad de un precio al alcance de un público más amplio puesto que en esa época los libros de arte tenían un costo muy elevado; esta diferencia de precios y la edición de libros con temas poco convencionales dentro de los cánones editoriales de los libros sobre arte le aseguraron a su editorial un éxito rotundo.
A finales de la década de 1990, se había dado a conocer en la publicación. Matt Tyrnauer, de Vanity Fair dijo que él era una de las pocas personas del mundo de los negocios que tenían el valor de hacer exactamente lo que quieren cada vez que quiere. Benedikt Taschen probó la teoría con el libro SUMO de Helmut Newton, el libro encuadernado más grande del siglo XX. SUMO es también el título más exitoso de la compañía en los últimos diez años y el precursor del proyecto personal más ambicioso de Benedikt Taschen: GOAT - El más grande de todos los tiempos, un homenaje a Muhammad Ali, publicado en la primavera de 2004. Cuatro años en desarrollo, GOAT pesa 75 libras y tiene un tamaño de 20" x 20", con casi 800 páginas de archivo y fotografías originales, ilustraciones gráficas y artículos y ensayos, incluidos los del propio Ali.
Hoy, TASCHEN tiene oficinas en Berlín, Colonia, Hong Kong, Londres, Los Ángeles, Madrid, París y Tokio, y tiendas en Ámsterdam, Beverly Hills, Londres, Bruselas, Colonia, Hamburgo, Hollywood, Miami, Milán, Nueva York y París. En 2014, TASCHEN abrió su primera galería de arte en Los Ángeles. La editorial cuenta con más de 250 empleados en todo el mundo y muchos editores independientes de larga trayectoria, encabezados por Julius Wiedemann, diseñador brasileño de ascendencia alemana.
En 1998, Taschen adquirió la Casa de la Quemosfera diseñada por John Lautner en 1961 en Hollywood Hills, considerada durante mucho tiempo la casa más moderna del mundo, lo cual le llevó a convertirse en una figura cultural clave en los círculos de Hollywood. En el 2000, Billy Wilder declaró a la revista Vanity Fair que “Benedikt me recuerda a una antigua figura de Hollywood. Un jefe de estudio, alguien que está en firme control y tiene la mano en todo". A su vez, Matt Weiner , creador y productor de la exitosa serie Mad Men, describió a Taschen como "un milagro de gusto en la publicación... Mantiene constantemente una calidad increíble en contenido y estilo... Documenta tanto el presente como el pasado de una manera indispensable".
Entrevistado en octubre de 2020 por El País Semanal Benedikt Taschen explicó porqué para él Internet no puede reemplazar al papel: “Internet no es táctil, no tiene fragancia. No apela a todos los sentidos”.

## Coleccionista de arte
Además de su trabajo en la publicación, Taschen también se ha hecho un nombre como coleccionista de arte contemporáneo. Inicialmente, se concentró en artistas alemanes como Martin Kippenberger, Albert Oehlen y Günther Förg. Desde finales de los 80, ha adquirido numerosos trabajos de artistas estadounidenses como Jeff Koons, Mike Kelley y Christopher Wool. En 2004, el Museo Reina Sofía dedicó una extensa exposición a su colección privada. ARTnews lo cuenta regularmente entre los 200 mejores coleccionistas del mundo, mientras que Artnet lo ubica en primer lugar entre las "10 Parejas del poder del arte de Los Ángeles". En 2013, Taschen entregó 15 obras de su colección privada al Museo Städel en Frankfurt para reforzar el enfoque de su colección en la pintura alemana de los años ochenta. En 2014, Taschen donó 500,000 dólares al Museo Wende en Culver City, California, para facilitar la fundación de un centro internacional para la exploración y preservación de la cultura, el arte, el diseño y la historia de la Guerra Fría. Benedikt y su esposa Lauren Taschen también donaron una extensa colección de obras de jóvenes artistas estadounidenses y europeos al MOCA en Los Ángeles.
Taschen está en su tercer matrimonio, con Lauren Taschen, y tiene cinco hijos. Su hija Marlene también trabaja para la editorial desde 2011 y ahora es responsable de la gestión conjunta de la empresa en general como directora general. Taschen vive y trabaja entre Los Ángeles y Berlín.

## Premios y distinciones
- 2013 Premios Lucie[7]
- 2016 Photographic Publishing Award, Royal Photographic Society, Bath, Reino Unido[8]
- 2018 Orden del Mérito de la República Federal de Alemania[9]